# Alsobia
Alsobia es un género con tres especies de plantas herbáceas perteneciente a la familia Gesneriaceae. Es originario de América.

## Descripción
Son hierbas estoloníferas de hábitos epífitas. Tienen el tallo rastrero o colgante, con un estolón por nodo en las axilas de las hojas alternas, los estolones posteriores dan la apariencia de un solo tallo independiente con numerosas plántulas. Las flores y frutos como en el género Episcia, con la corola de color blanco o blanco punteado. El número de cromosomas : 2n = 18. 

## Distribución y hábitat
Se distribuyen  por México, Guatemala y Costa Rica, donde crecen con hábitos epífitas o terrestres en tierras bajas forestales. 

## Taxonomía
El género fue descrito por   Johannes Ludwig Emil Robert von Hanstein   y publicado en Linnaea 26: 207. 1853.
Etimología
'Alsobia: nombre genérico que deriva de las palabras griegas  άλσος, alsos = "ranura, bosque", y βιος, bios = vida, βιέιν, biein = vive, aludiendo a la epifita vida en el bosque.

## Especies
- Alsobia antirrhina
- Alsobia dianthiflora
- Alsobia punctata